# Upplands runinskrifter 761
Upplands runinskrifter 761 är ett försvunnet vikingatida runstensfragment som funnits i Enköping och Enköpings kommun.

## Inskriften
Translitterering av runraden:
[... ...ir · atln · faþur · sin ...]
Normalisering till runsvenska:
... [æft]iʀ Atla(?), faður sinn ...
Översättning till nusvenska:
... efter Atle (?), sin fader ...
Namnet Atle är mycket osäkert p.g.a. det finns bara en avbildning av stenen i Atlantica. Namnet härstammar från Attila och finns på G 59 atli och N 543A atla.